# Beatriz Manchón
Beatriz Manchón Portillo (* 29. Mai 1976 in Sevilla) ist eine ehemalige spanische Kanutin.

## Leben
Beatriz Manchón wurde im Dezember 1975 als jüngste Tochter von Manuel und María del Águila in Sevilla geboren. Obwohl es in ihrer Familie keine sportliche Tradition in dieser Richtung gab, kam sie über ihre Schwester im Alter von 14 Jahren im Verein Real Círculo de Labradores zum Kanu-Sport. Unter Trainer Antonio Rodríguez Puerto konnte sie dann bereits 1991 erstmals an spanischen Meisterschaften teilnehmen. Im folgenden Jahr lernte sie ihren Vereinskameraden Francisco López Barea, einen mehrfachen Olympiateilnehmer kennen, der für sie zukünftig als Vorbild dienen sollte. In diesem Jahr konnte sie auch erstmals bei nationalen Jugendmeisterschaften einen Podiumsplatz erreichen.
Durch ihre sportlichen Erfolge erhielt sie ein Stipendium für die Residence "Joaquín Blume", einem Wohnheim für Athleten an der Universität Complutense Madrid. Dadurch erhielt sie die Chance, öfter mit dem National-Kader zu trainieren. Im Alter von 18 Jahren zahlten sich die verbesserten Bedingungen aus und sie konnte im Kajak-Zweier und Kajak-Vierer im Junioren-Weltcup Podestplätze und Titel erreichen.
In den folgenden Jahren feierte Manchón insgesamt 16 Medaillen bei Weltmeisterschaften, darunter 3 Titel und 22 Medaillen bei Europameisterschaften, darunter 6 Goldene. Sie ist damit eine der erfolgreichsten spanischen Athletinnen im Kanurennsport. Sie feierte diese Erfolge alle im Kajak-Zweier und -Vierer, unternahm aber vor den Olympischen Spielen 2004 einen Auslug in den Kajak-Einer, trat aber bei den Spielen wieder in den anderen Klassen teil.
Nach Manchón, die im Jahr 2007 eine Pause wegen der Geburt ihrer Tochter einlegte, ist ein Kreisverkehr benannt, der zum Zentrum für Hochleistungsruder- und Kanusport führt in ihrer Heimatstadt Sevilla führt. Dort hatte sie bei den Weltmeisterschaften 2002 insgesamt 4 Medaillen geholt. Manchón nahm an den Olympischen Sommerspielen in Atlanta, Sydney, Athen und Peking teil, ihre besten Ergebnisse dort waren insgesamt drei 5. Plätze. Sie wurde 2020 in die neu gegründete spanische Hall of Fame des Kanusport aufgenommen.
Ende 2015 wurde Manchón Ernährungsberaterin beim Verein Real Sporting de Gijón.